# Мурешан, Маргарета
Маргарета Мурешан (рум. Margareta Mureşan; урождённая Жунку (рум. Juncu); 13 марта 1950, Клуж) — румынская шахматистка, гроссмейстер (1982) среди женщин.
Преподаватель французского языка. С шахматами знакома с 16 лет. В 1967 чемпионка страны среди девушек, в 1983 — среди взрослых. Участница около 40 международных турниров (1974—1987); лучшие результаты: Стамбул (1975), Перник и Белград (1977), Будапешт (1979) — 1—2-е места. Межзональные турниры — Тбилиси (1982) — 1-е, Железноводск (1985) — 8-е место. Выступала за команду Румынии на олимпиадах (1978—1990). Первая румынская шахматистка — участница претендентских матчей: проиграла (1983) ч/ф матч Л. Семёновой — 4½ : 5½ (+3 −4 =3).

## Изменения рейтинга
| Графики недоступны из-за технических проблем. См. информацию на Фабрикаторе и на mediawiki.org. |

## Награды
- Медаль «За верную службу» III степени (2000)[2].